# Vortex Bladeless

Phénomène du lâché de tourbillons derrière un cylindre circulaire.

Vortex Bladeless Ltd. est une entreprise espagnole faisant la promotion d'une technologie d'éolienne sans pales. Cette start-up développe un dispositif éolien qui extrait l'énergie du vent sans rotation, pales, engrenages, arbres ou lubrifiants (contrairement à une éolienne classique). Ce dispositif est basé sur l'utilisation des phénomènes d'aéroélasticité et de résonance et exploite l'énergie du vent qui réside dans l'Allée de tourbillons de Karman qui existe toujours, par exemple, à l'aval des cylindres circulaires placés verticalement dans le vent météo. Ce type de sillage (image ci-contre) reste un problème courant pour l'architecture et l'aéronautique (en ceci que les efforts alternés qui sont ainsi créés génèrent des vibrations qui peuvent être destructives). Le lâcher alterné de tourbillons de Karman oblige ainsi le dispositif Vortex Bladeless à osciller avec de petits mouvements dans le vent météo,.

## Description

Allée de tourbillons de Karman dans la soufflerie Marey de l'Association AÉRODYNE de l'IUT Cachan.

Cette technologie présente certains traits qui tiennent plus de la captation de l'énergie solaire diffuse que des grandes éoliennes, en ceci qu'elle propose des dispositifs mieux adaptés à un fonctionnement autonome et à la production distribuée d'énergie hors réseau, pour des systèmes de faible puissance.